# Minnesota City
Minnesota City es una ciudad ubicada en el condado de Winona, Minnesota, Estados Unidos. Según el censo de 2020, tiene una población de 202 habitantes.

## Geografía
Minnesota City se encuentra ubicada en las coordenadas 44°5′32″N 91°45′00″O / 44.09222, -91.75000. Según la Oficina del Censo de los Estados Unidos, Minnesota City tiene una superficie total de 0.64 km², correspondientes en su totalidad a tierra firme.

## Demografía
Según el censo de 2010, había 204 personas residiendo en Minnesota City. La densidad de población era de 306,48 hab./km². De los 204 habitantes, Minnesota City estaba compuesto por el 99.51% blancos, el 0% eran afroamericanos, el 0.49% eran amerindios, el 0% eran asiáticos, el 0% eran isleños del Pacífico, el 0% eran de otras razas y el 0% pertenecían a dos o más razas. Del total de la población el 0.49% eran hispanos o latinos de cualquier raza.